# 工体不败
“工体不败”，指中国足球职业化初期北京国安足球俱乐部在其主场工人体育场和外国球队比赛时曾经取得的出色成绩。北京国安队在1994年到1996年间所参加的商业比赛中保持不败，国安队在此期间击败了意大利AC米兰，英格兰阿森纳，巴西弗拉门戈和格雷米奥。另外1996年和1997年在球队在工人体育场两夺中国足协杯冠军。同时在联赛中国安还曾以9:1的悬殊比分战胜过主要对手上海申花，这场比赛至今还保持着数项职业联赛的记录。需要指出的是，有些时候“工体不败”并不专是指国安俱乐部在各类比赛中保持不败
，而且1999年以后球队在和国外俱乐部的比赛中也负多胜少。此外北京国安俱乐部1996年到2005年以工体为主场参加了十年的中国足球顶级联赛，最好成绩只是第三名，并不十分出众。这一段时间，“工体不败”更多的只是北京球迷和媒体对职业联赛初期足球市场火爆的回忆。另外一个方面，中国国家队在90年代中期也曾经在商业比赛中两次战胜意大利桑普多利亚，在早期也是“工体不败”这个叫法的由来之一
。但是随着国家队不再把北京作为主场以及商业比赛的减少，这个词更多的被用在北京国安身上。
2009赛季，国安队再次将主场设在工体，尽管联赛和亚冠联赛中球队都曾在主场失利（分别负于长春亚泰和蔚山現代），但是最终国安俱乐部在联赛最后一轮主场取胜，从而赢得了俱乐部历史上第一个联赛冠军。北京媒体和球迷也认为这个冠军为“工体不败”添加了新的意义和内涵。